# Elektrotehna Niš
Elektrotehna Niš (code BELEX : ELTN) est une entreprise serbe qui a son siège social à Niš, en Serbie. Elle travaille dans le secteur de la distribution.

## Histoire
Elektrotehna Niš a été admise au marché non réglementé de la Bourse de Belgrade le 28 février 2007.

## Activités
Elektrotehna Niš vend des accessoires et, notamment, des câbles, pour l'alimentation électrique ; elle propose aussi toutes sortes d'appareillages pour les télécommunications, l'électronique ou l'éclairage, notamment liés au matériel de bureau.

## Données boursières
Le 8 octobre 2013, l'action de Elektrotehna Niš valait 1 250 RSD (10,97 EUR). Elle a connu son cours le plus élevé, soit 1 800 RSD (15,81 EUR), le 30 avril 2007 et son cours le plus bas, soit 634 RSD (5,58 EUR), le 24 juillet 2009.
Le capital de Elektrotehna Niš est détenu à hauteur de 88,13 % par des entités juridiques, dont 83,87 % par Kopernikus Technology d.o.o..